# Juana María Rodríguez
Juana María Rodríguez (Placetas, siglo XX) es una profesora cubanoestadounidense de Estudios Étnicos, Estudios de Género y de la Mujer y Estudios de Performance en la Universidad de California en Berkeley. Sus escritos académicos sobre teoría queer, teoría crítica de la raza y estudios de performance resaltan la intersección de la raza, el género, la sexualidad y la encarnación en la construcción de la subjetividad.

## Trayectoria
Nacida como Juana María de la Caridad Rodríguez y Hernández en Placetas, Cuba, Rodríguez emigró a los Estados Unidos en 1963 con su familia. Es hermana de la cineasta experimental y artista visual Dinorah de Jesús Rodríguez. Rodríguez se identifica como queer y bisexual y ha publicado trabajos sobre lo que ella denomina "borrado bisexual".

### Educación y carrera
Rodríguez se describe a sí misma como una "académica accidental" en referencia a su educación de clase trabajadora y asistió al City College de San Francisco antes de graduarse con una licenciatura en Estudios Liberales de la Universidad Estatal de San Francisco. Sus títulos de posgrado incluyen una Maestría en Inglés y Literatura Comparada de la  Universidad de Columbia y un Doctorado en Estudios Étnicos de la Universidad de California en Berkeley, donde estudió con Norma Alarcón, Judith Butler, VèVè A. Clark y Gerald Vizenor.
Antes de unirse a la facultad de Berkeley, Rodríguez fue profesora asistente de inglés en el Bryn Mawr College y profesora asociada de Estudios de la Mujer y de Género en la Universidad de California en Davis, donde se ejerció como directora del Grupo de Graduados en Estudios Culturales.
En Berkeley, está afiliada al Centro para la Raza y el Género, el Centro para Nuevos Medios, el Centro para el Estudio de la Cultura Sexual y el Instituto Haas para una Sociedad Justa y Equitativa, donde fue miembro fundadora del Grupo de Ciudadanos LGBTQ.
En 2014, Janet Napolitano la nombró miembro del Comité Asesor del Presidente de la Universidad de California sobre estudiantes, personal y profesores LGBT.
Miembro de la Asociación de Estudios Americanos, la Asociación de Lenguas Modernas y la Asociación Nacional de Estudios de la Mujer, fue presidenta del Comité sobre el Estado de la Literatura de las Personas de Color en los Estados Unidos de la Asociación de Lenguas Modernas y editó una colección de ensayos titulado "Proyecto de Activismo Afirmativo" sobre la diversidad en la educación superior. También fue elegida miembro del Consejo Nacional de la Asociación de Estudios Americanos por un período de tres años en 2013.
Rodríguez, también ha publicado artículos sobre la masacre de la discoteca Pulse de Orlando,la diversidad en la educación superior, el matrimonio homosexual y la bisexualidad.

## Contribuciones académicas
Fue la autora de tres monografías, Puta Life: Seeing Latinas, Working Sex (Duke University Press, 2023); Sexual Futures, Queer Gestures, and Other Latina Longings (NYU 2014) y Queer Latinidad: Identity Practices, Discursive Spaces (New York University Press, 2003), Rodríguez también ha publicado ensayos en GLQ: a Journal of Lesbian and Gay Studies ; Women & Performance: una revista de teoría feminista; Revisión de la historia radical ; PMLA; MELÚS ; Profesión y otros.
El trabajo de Rodríguez ha sido mencionado por la forma en que aborda explícitamente las prácticas sexuales queer y las formas de expresión de género como butch y femme. Con frecuencia utiliza sus propias experiencias sexuales, o lo que ella llama "archivos sexuales", para iluminar sus ideas sobre la abyección racializada, la sujeción femenina, la vulnerabilidad sexual y la identidad femenina. En sus escritos, a menudo hace referencia a lo sensorial, particularmente al tacto, como una forma de articular una práctica sexual encarnada y una práctica de escritura arraigada en la sociabilidad. En las reseñas de su trabajo, los críticos frecuentemente comentan sobre su uso lírico del lenguaje.

## Reconocimientos
En 2022, Rodríguez recibió el Premio Kessler del Centro de Estudios de Lesbianas y Gays, que se otorga cada año a la persona académica y/o activista que haya producido un trabajo sustancial con una influencia significativa en el campo de los estudios LGBTQ.
En otoño de 2021, Rodríguez recibió el Premio Berlín de la Academia Estadounidense en Berlín.
En 2015, su libro Sexual Futures, Queer Gestures, and Other Latina Longings ganó el premio Alan Bray Memorial Book Prize, otorgado por el GL/Q Caucus de la Modern Language Association y fue finalista de la Lambda Literary Foundation para estudios LGBT.
En la Universidad de California, Berkeley, ganó la División de Ciencias Sociales, el Premio a la Enseñanza Distinguida y el Premio al Mentor de Facultad de la Asamblea de Graduados.